# امید اوزات
امید اوزات (انگلیسی: Ümit Özat؛ زادهٔ ۳۰ اکتبر ۱۹۷۶) بازیکن سابق و مربی فوتبال اهل ترکیه بود.
وی همچنین در تیم ملی فوتبال ترکیه بازی کرده است.